# إنيكيا لونياميلا
إنيكيا كاسونجا لونياميلا (بالإنجليزية: Enekia Kasonga Lunyamila) (من مواليد 20 أبريل 2002م) هي لاعبة كرة قدم محترفة من تنزانيا تلعب كمهاجمة لفريق مازاتلان في الدوري المكسيكي للسيدات، ومنتخب تنزانيا الوطني للسيدات. 

## المسيرة الدولية
لعبت لونياميلا مع منتخب تنزانيا تحت 20 عامًا في عامي 2019م و2020م. وقد لعبت دورًا رئيسيًا وسجلت 4 أهداف في طريق الفريق الفائز ببطولة كوسوفا COSAFA للسيدات تحت 20 عامًا 2019م. وفي نهاية المسابقة تم اختيارها كأفضل لاعبة في البطولة. 
شاركت لونياميلا مع منتخب تنزانيا للسيدات خلال بطولة كوسافا للسيدات 2020م، وبطولة كوسافا للسيدات 2021م.    وسجلت الهدف الوحيد، هدف الفوز في نهائي 2021م ضد منتخب مالاوي لتساعد تنزانيا على الفوز بالبطولة لأول مرة في تاريخها.  

## الأوسمة
تنزانيا
- بطولة كوسافا للسيدات تحت 20 سنة: 2019م [9]
- بطولة كوسافا للسيدات: 2021م [10]

فردي
- أفضل لاعبة في بطولة كوسوفا COSAFA للسيدات تحت 20 سنة: 2019م [9]
- أفضل لاعبة في الدوري المغربي المحترف الأول للسيدات 2021/22م

## روابط خارجية
- Enekia Kasonga at Global Sports Archive
- Enekia Kasonga على إنستغرام